# Неукен (провінція)
Неуке́н (ісп. Neuquén) — провінція Аргентини, розташована на південному заході країни і названа за іменем річки Неукен. Межує з провінціями Мендоса, від якої її відділяє річка Колорадо, Ла-Пампа і Ріо-Неґро, а також з Чилі (на заході). Столиця — місто Неукен. Велика частина населення Неукену — індіанці, що в процесі арауканізації перейняли культуру і мову мапуче. Більша частина населення проживає в департаменті Конфлуенсія, де розташована і столиця провінції.

## Географія
Провінція Неукен розташована на заході Аргентини. Її межі проходять по річках Колорадо і Лімай, а також по Андам.
Природа і рельєф Неукена змінюється із заходу на схід, від Анд до степу. Найвища точка провінції вулкан Домуйо (4709 м).
На півдні провінції знаходиться велика кількість озер, всього їх у провінції 27. Найбільші річки: Лімай, Неукен, Колорадо. Загалом у Неукені 33 річки, на яких побудовано 8 ГЕС, зокрема Ель-Чокон. На півночі провінції велика кількість гейзерів і термальних джерел.
Клімат Неукена континентальний напіварідний.

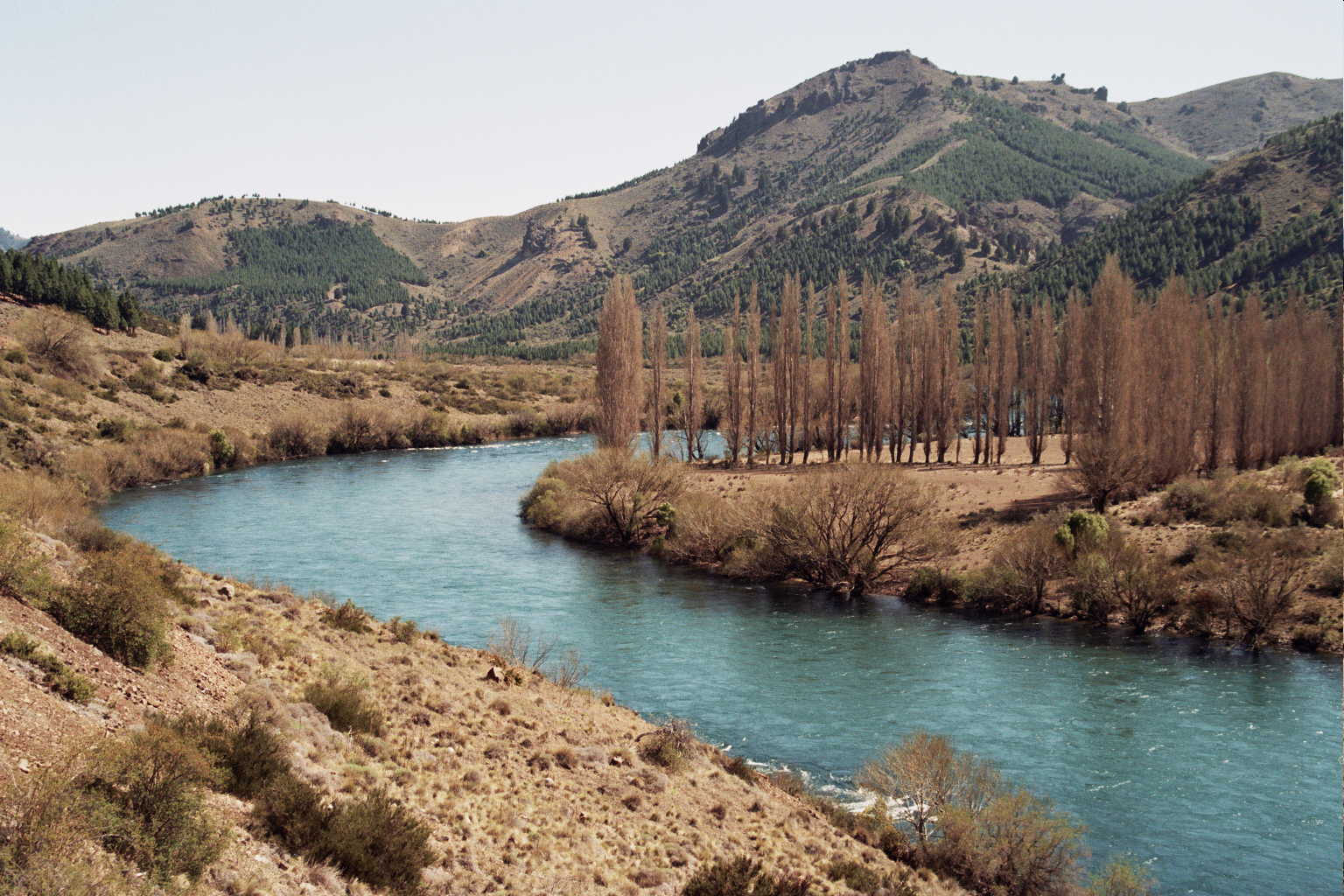
річка Лімай
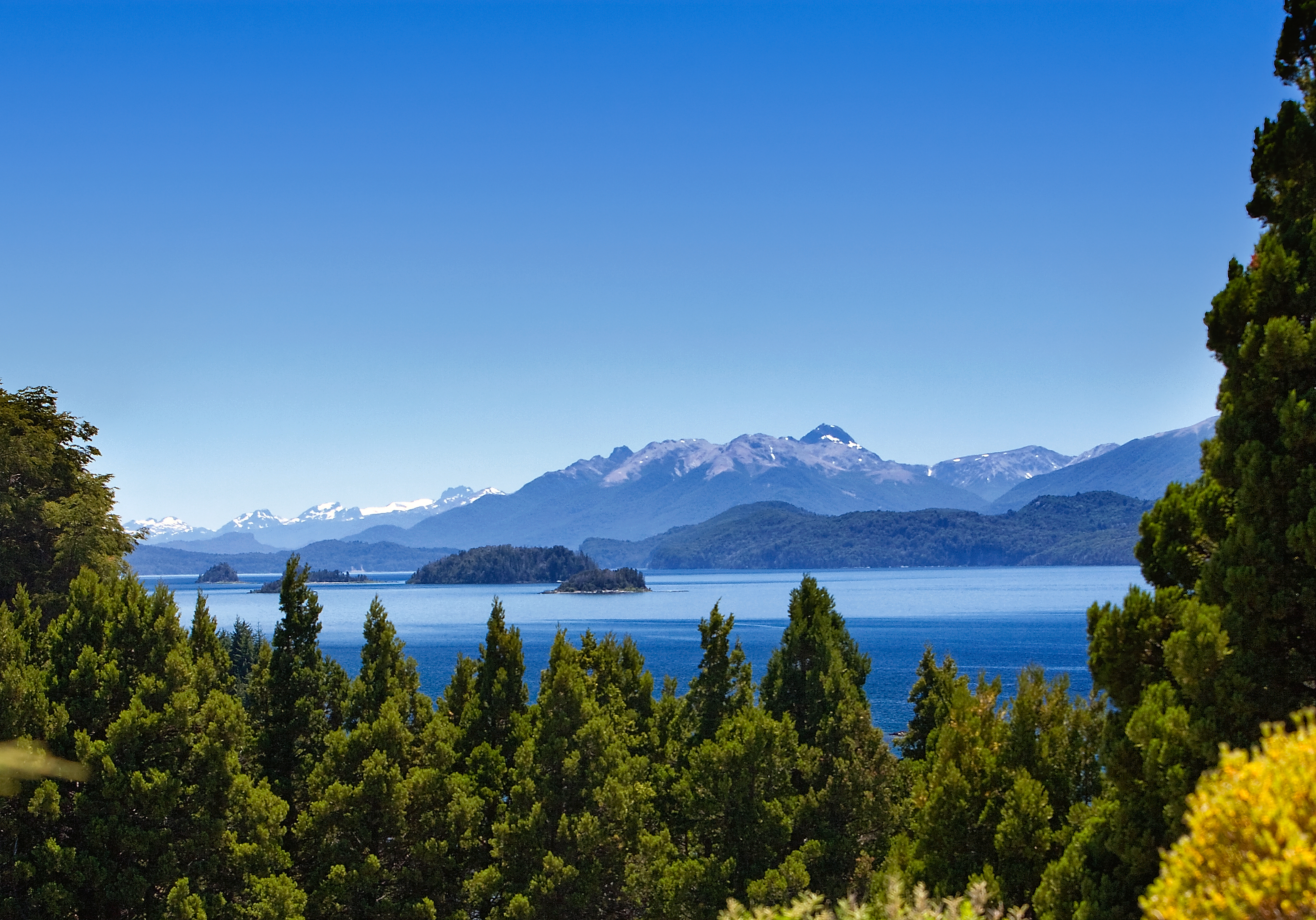
Озеро Науель-Уапі
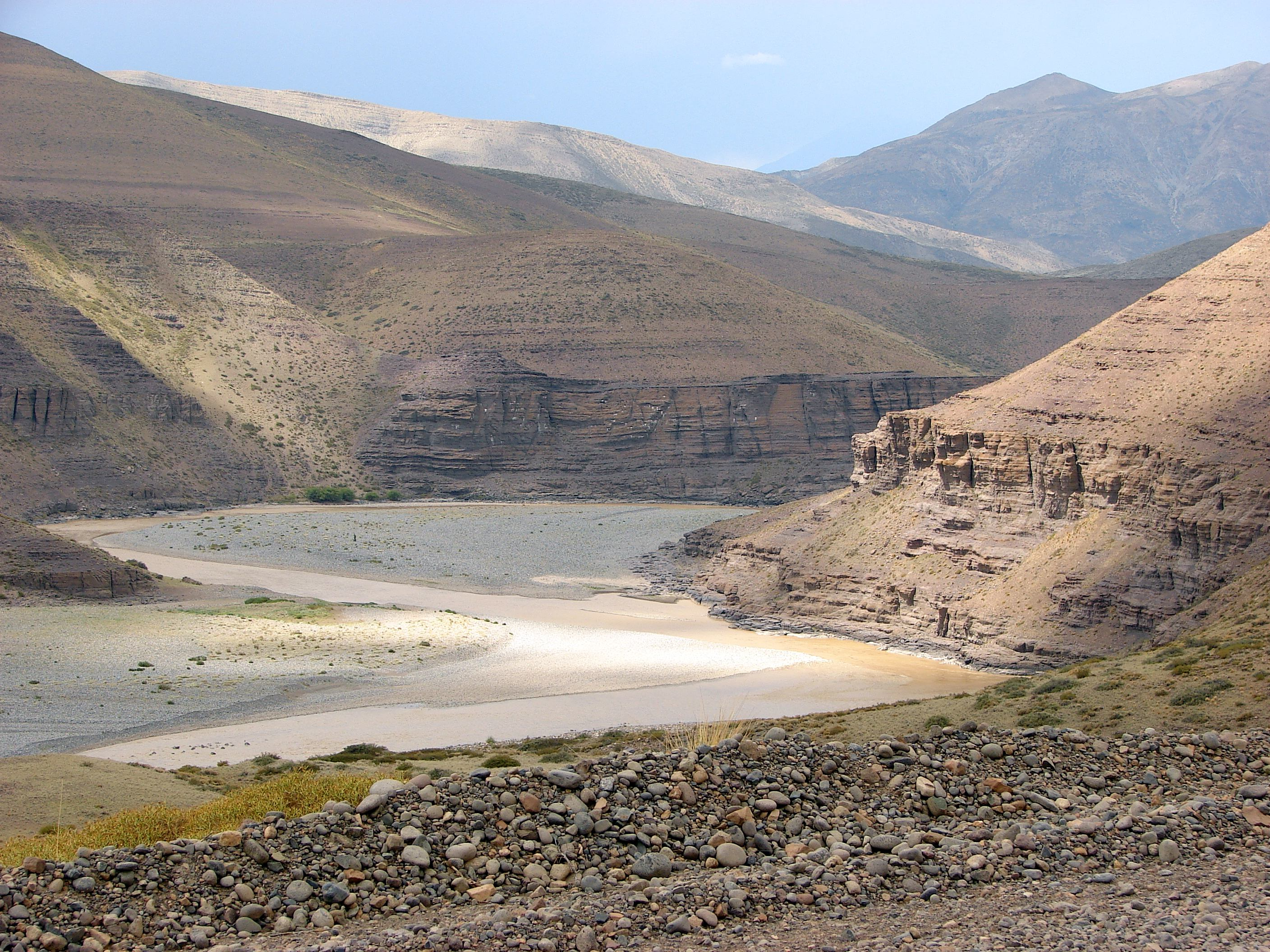
річка Неукен

## Історія

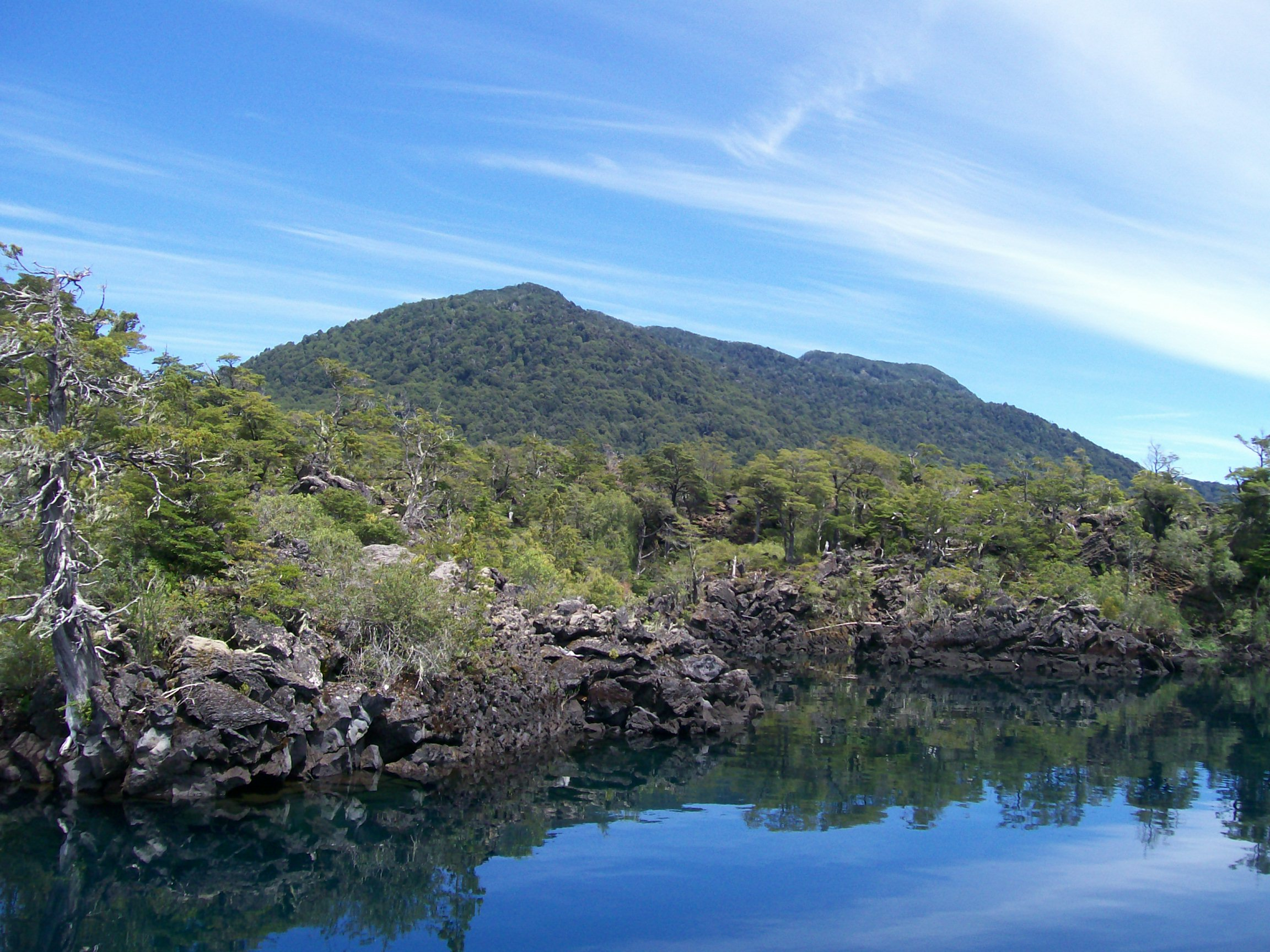
Озеро Уечулафкен

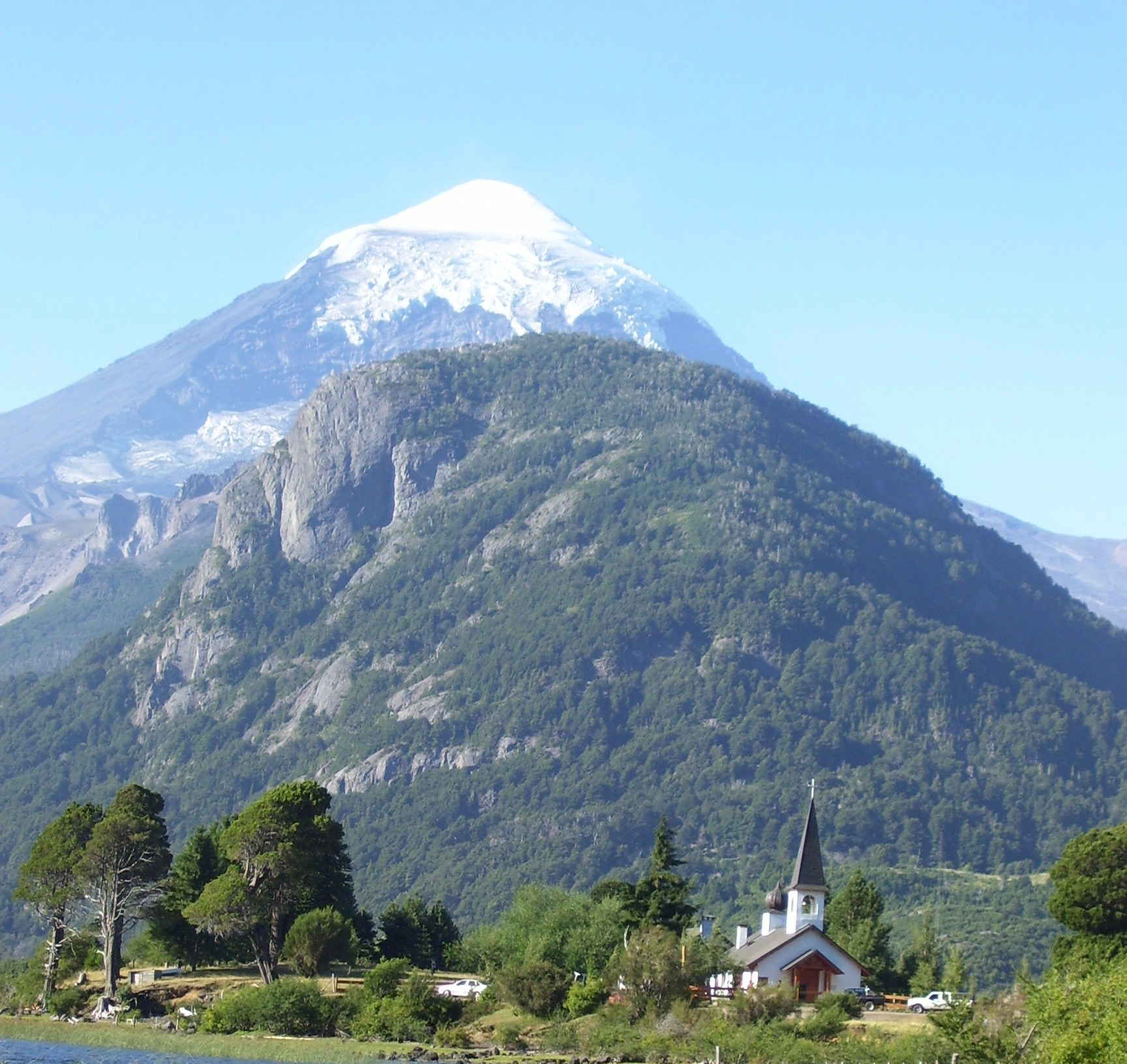
Вулкан Ланін

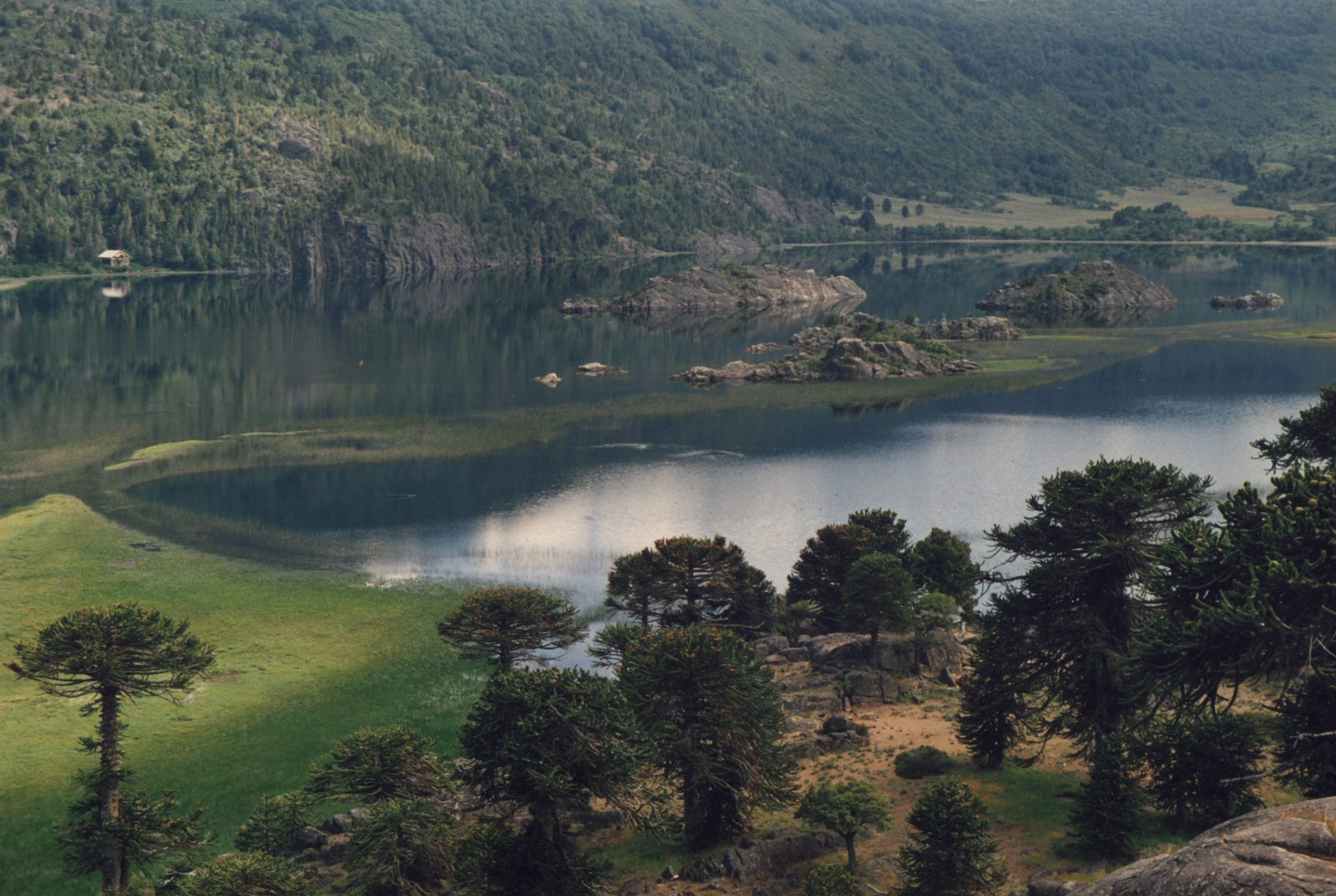
Араукарії у провінції Неукен

До прибуття європейців землі, де зараз знаходиться провінція Неукен, були заселені індіанськими племенами пуельче, теуельче і мапуче.
Перші іспанці прибули до цих місць у XVI ст. 1551 року тут побував Херонімо де Альдерете, 1553 року Франсіско де Вільгран, а 1620 року Хуан Фернандес. 1649 року Дієго Понсе де Леон розгромив мапуче на берегах Уечулафкен, але змушений був піти з регіону. У другій половині XVII ст. Дієго Росалес побував на берегах озера Науель-Уапі і біля вулкана Ланін.
1670 року отець Ніколас Маскарді заснував на цих землях перше поселення — місію Нуестра-Сеньйора-дель-Науель-Уапі.
Наприкінці XVIII ст. у долині річки Лімай почали вирощувати яблуні, які зараз є основою економіки провінції Неукен.
24 грудня 1854 року було затверджено конституцію провінції Мендоса, згідно з якою до її складу увійшли також і неукенські землі. На іншу частину Неукена претендувала провінція Буенос-Айрес.
11 жовтня 1878 року було створено губернаторство Патагонія зі столицею у місті Мерседес-де-Патагонес, під владу якого потрапили і сучасні землі Неукена.
1879 року Хуліо Рока оголосив кампанію завоювання пустелі, в ході якої патагонські землі було відбито у індіанців та засновано три поселення. 8 лютого 1883 року було засновано перше постійне поселення на неукенській території — Хунін-де-лос-Андес. На той час на цих землях жили близько 60 тисяч індіанців і було 2 чилійських поселення.
1881 року було затверджено договір про кордони між Чилі і Аргентиною, який закріпив право останньої на володіння Патагонією.
24 жовтня 1882 року від Патагонії було відділено території Центральної Пампи, відтак землі сучасної провінції Неукен опинилися поділеними між двома адміністративними одиницями.
16 жовтня 1884 року Пампа і Патагонія були поділені на національні території, зокрема Неукен. 1904 року було засновано столицю національної території місто Неукен.
1918 року тут було знайдено поклади нафти.
15 червня 1955 року Неукену було надано статус провінції. 29 листопада 1957 року було затверджено провінційну конституцію, яка згодом змінювалася у 1994 і 2006 роках.

## Економіка

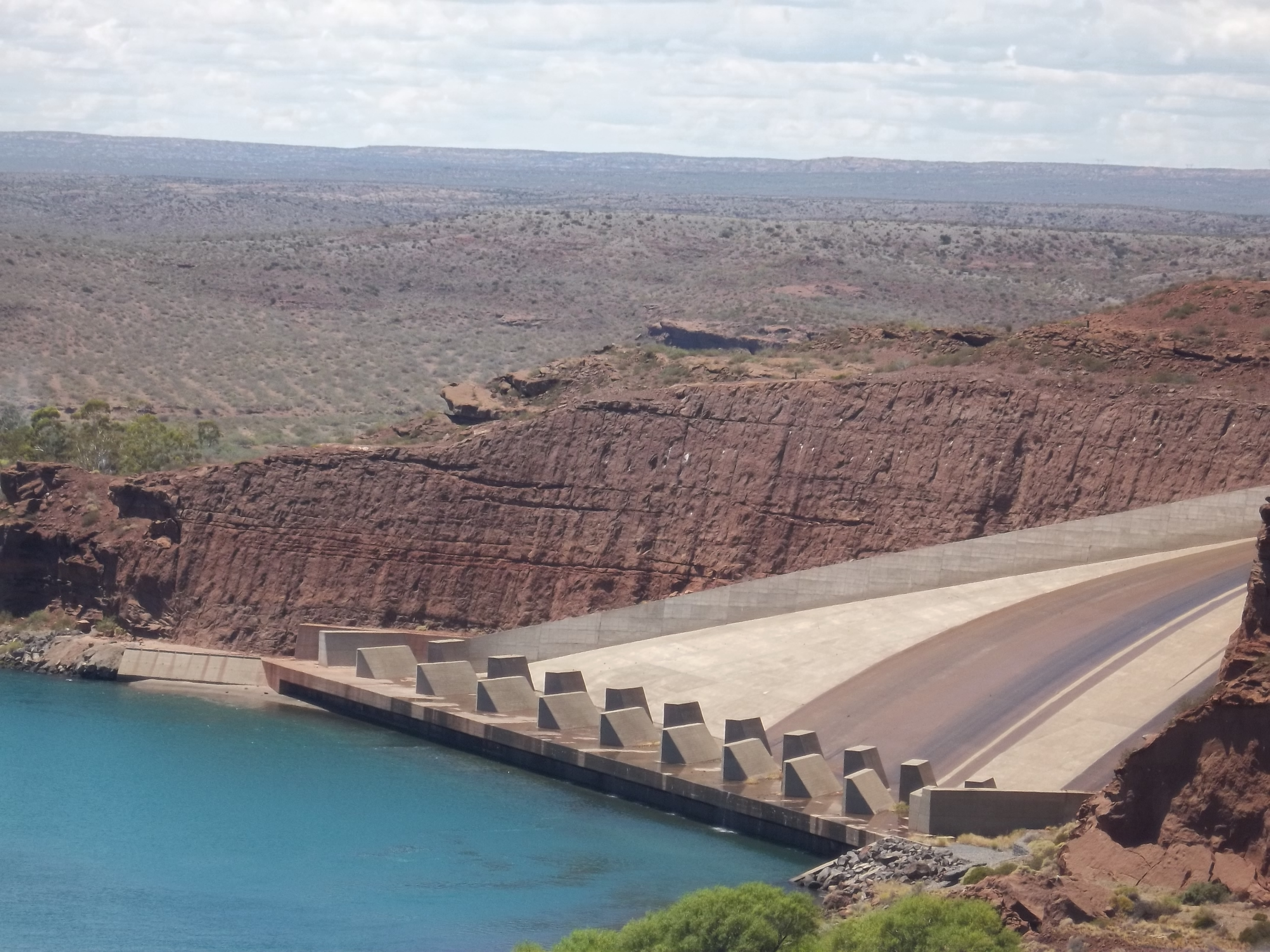
Ель-Чокон

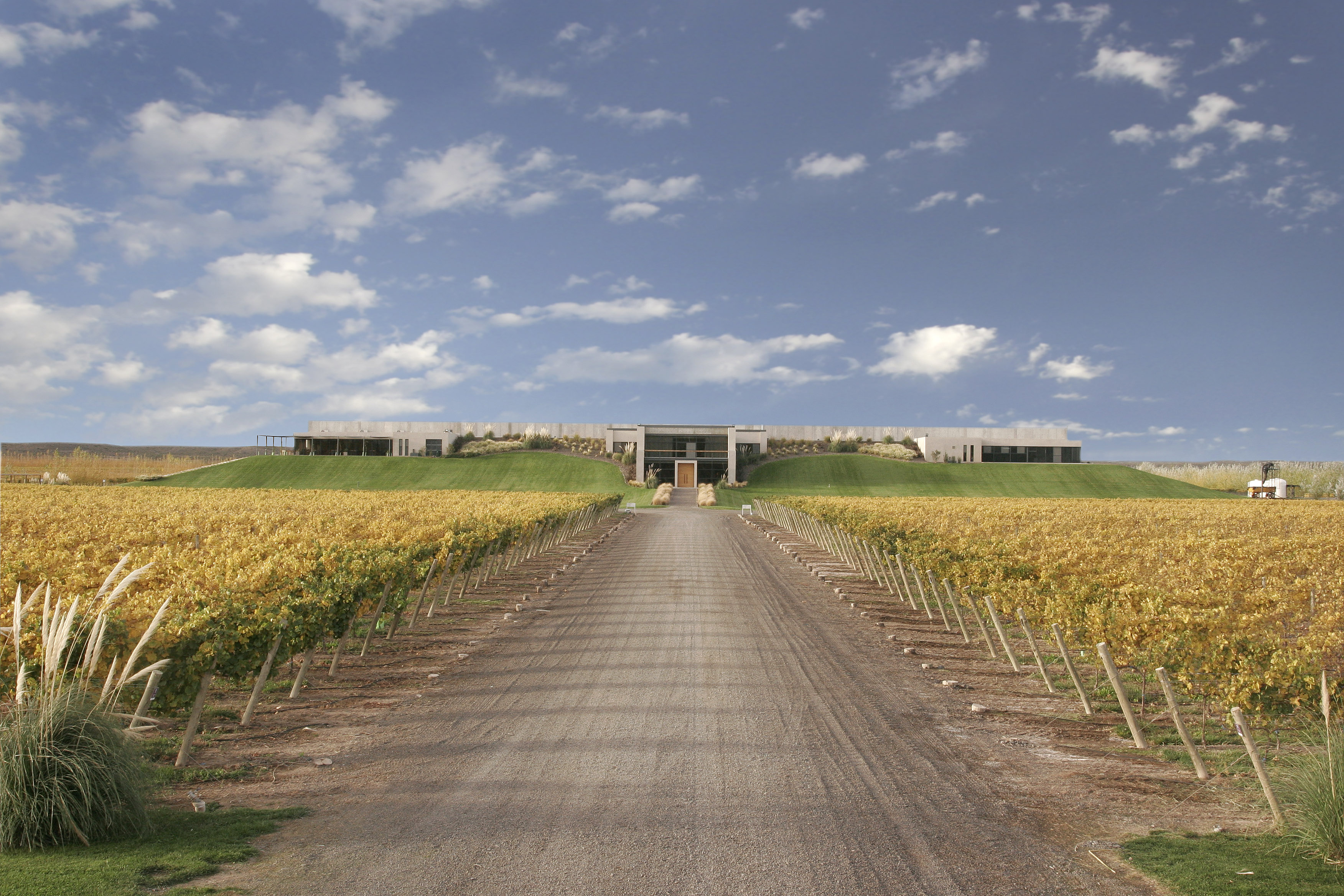
Виноградники Неукена

Неукен — одна з найбагатших провінцій країни. На 2006 рік ВВП Неукена склав близько 7 млрд. доларів, що є восьмим результатом серед провінцій Аргентини.
Основою економіки провінції Неукен є видобуток нафти і газу. Неукен є одним з основних постачальників цієї сировини в Аргентині. Також провінція виробляє 52 % електроенергії країни, перш за все на гідроелектростанціях, найбільшими з яких є П'єдра-дель-Агіла, Пічі-Пікун-Леуфу, Ель-Чокон.
Важливою галуззю економіки є плодівництво, зокрема вирощування яблук, груш, персиків, слив і вишень, на яке припадає значний відсоток врожаю цих фруктів в Аргентині. Також тут займаються виробництвом білого вина.
Останніми роками значення набирає туризм, особливо у гірській місцевості. Основними гірськолижними курортами провінції є Чапелько, Серро-Байо і Кавьяуе.

## Освіта
| Освіта у провінції Неукен (2009) | Освіта у провінції Неукен (2009) | Освіта у провінції Неукен (2009) | Освіта у провінції Неукен (2009) |
| Рівень                           | Навчальних закладів              | Учнів                            | Працівників                      |
| -------------------------------- | -------------------------------- | -------------------------------- | -------------------------------- |
| Дошкільні                        | 264                              | 18 833                           | 1 888                            |
| - державні                       | 225                              | 15 950                           | 1 599                            |
| - приватні                       | 39                               | 2 883                            | 289                              |
| Початкові                        | 352                              | 68 317                           | 6 998                            |
| - державні                       | 321                              | 61 574                           | 6 341                            |
| - приватні                       | 31                               | 6 743                            | 657                              |
| Середні                          | 117                              | 56 520                           | 3 383                            |
| - державні                       | 92                               | 49 777                           | 3 026                            |
| - приватні                       | 25                               | 6 743                            | 357                              |
| Вищі                             | 33                               | 10 471                           | 442                              |
| - державні                       | 19                               | 5 676                            | 283                              |
| - приватні                       | 14                               | 4 795                            | 159                              |

## Адміністративно-територіальний поділ
| Алуміне      | Алуміне                 | 1884 | 8.156   | 4.738  |  |
| Аньєло       | Аньєло                  | 1884 | 10.621  | 12.036 |  |
| Катан-Ліль   | Лас-Колорадас           | 1915 | 2.084   | 5.413  |  |
| Чос-Малаль   | Чос-Малаль              | 1884 | 15.138  | 4.582  |  |
| Кольйон-Кура | П'єдра-дель-Агіла       | 1896 | 4.530   | 5.768  |  |
| Конфлуенсія  | Неукен                  | 1884 | 361.840 | 7.209  |  |
| Уйлічес      | Хунін-де-лос-Андес      | 1915 | 14.891  | 4.038  |  |
| Лакар        | Сан-Мартін-де-лос-Андес | 1915 | 29.102  | 4.978  |  |
| Лонкопве     | Лонкопве                | 1915 | 6.878   | 5.500  |  |
| Лос-Лагос    | Вілья-ла-Ангостура      | 1904 | 11.830  | 4.203  |  |
| Мінас        | Андакольйо              | 1904 | 7.589   | 6.055  |  |
| Ньйоркін     | Ель-Уеку                | 1904 | 4.667   | 5.560  |  |
| Пеуенчес     | Бута-Ранкіль            | 1904 | 24.696  | 8.363  |  |
| Пікун-Леуфу  | Пікун-Леуфу             | 1904 | 4.530   | 4.596  |  |
| Пікунчес     | Лас-Лахас               | 1884 | 7.001   | 5.980  |  |
| Сапала       | Сапала                  | 1915 | 36.791  | 5.386  |  |